# حفل توزيع جوائز الأوسكار الثلاثون
حفل توزيع جوائز الأوسكار الثلاثون (بالإنجليزية: 30th Academy Awards)‏ هو حدث نظمته أكاديمية فنون وعلوم الصور المتحركة لتكريم أفضل الأفلام لسنة 1957. أقيم الحفل بتاريخ 26 مارس، 1958 في مسرح آر. كي. كو. بانتجس، هوليوود، كاليفورنيا. قامت شبكة هيئة الإذاعة الوطنية ببثّ الحفل، وقدّمه بوب هوب. في هذه الدورة، فاز فيلم جسر على نهر كواي بجائزة أفضل فيلم، وحاز الممثّل أليك غينيس على جائزة أفضل ممثّل، ونالت الممثلة جوان وودوارد جائزة أفضل ممثّلةٍ، وكانت جائزة الأوسكار لأفضل مخرج من نصيب المخرج ديفيد لين.
أكثر الأفلام ترشيحاً للحصول على جوائز كان فيلم سايونارا حيث تلقّى 10 ترشيحات، بينما أكثرها فوزاً كان فيلم جسر على نهر كواي حيث فاز بـ 7 جوائز.

## الجوائز
- جائزة أفضل فيلم:

جسر على نهر كواي
- جائزة أفضل مخرج:

ديفيد لين
- جائزة أفضل ممثّل:

أليك غينيس
- جائزة أفضل ممثّلة:

جوان وودوارد
- جائزة أفضل ممثّل مساعد:

ريد بوتونز
- جائزة أفضل ممثّلة مساعدة:

ميوشي أميكي
- جائزة أفضل سيناريو مقتبس:

جسر على نهر كواي - بيير بول
- جائزة أفضل موسيقى تصويريّة:

جسر على نهر كواي ومالكولم أرنولد
- جائزة أفضل تأثيرات بصريّة:

العدو بالأسفل
- جائزة أفضل خلط أصوات:

سايونارا - وارنر برذرز

## وصلات خارجية
- حفل توزيع جوائز الأوسكار الثلاثون على موقع IMDb (الإنجليزية)
- حفل توزيع جوائز الأوسكار الثلاثون على موقع ميوزك برينز (الإنجليزية)
- الموقع الرسمي لجوائز الأكاديمية.
- الموقع الرسمي لأكاديمية فنون وعلوم الصور المتحركة.
- قناة جوائز الأوسكار على موقع يوتيوب (تُديره أكاديمية فنون وعلوم الصور المتحركة).
- مقتطفات فيديو من أكاديمية فنون وعلوم الصور المتحركة.